# Huon de Burdeos

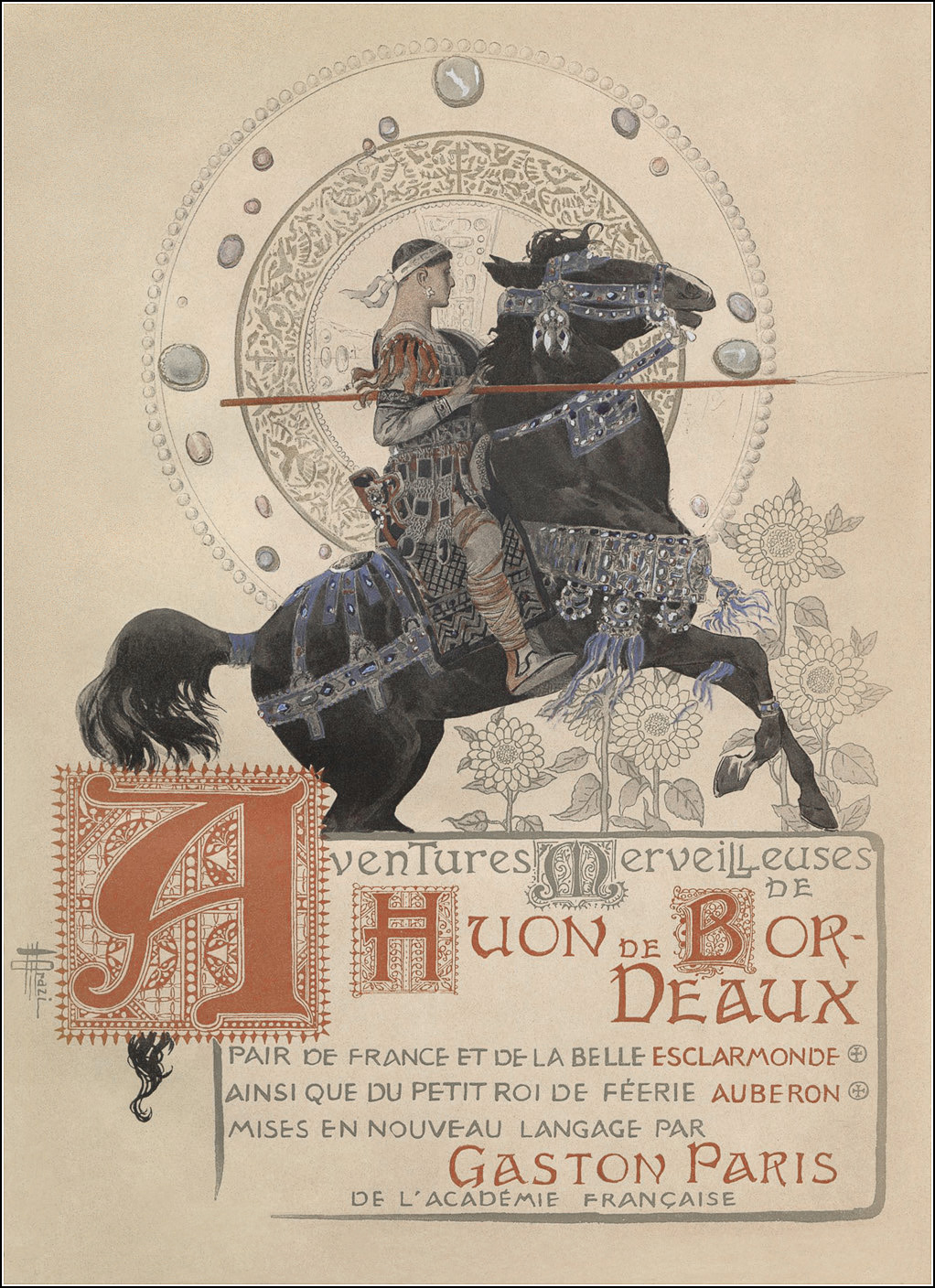
Ilustración de 1904, de la adaptación moderna con las épicas aventuras de Huon de Burdeos.

Huon de Burdeos (en francés Huon de Bordeaux) es un cantar de gesta anónimo, originalmente de más de 10.000 versos, de finales del siglo XIII o principios del siglo XIV. Si bien forma parte de la materia de Francia o ciclo carolingio, el tema tiene una fuerte influencia fantástica: el mundo de las hadas impregna el poema. En particular, la historia involucra al enano Oberón (Auberon), rey de las hadas. 
La obra es conocida en tiempos modernos gracias a su publicación en 1898 en francés modernizado y en prosa por el académico Gaston Paris. Esta edición fue reimpresa en 2016 por Hachette Livre, en colaboración con la Biblioteca Nacional de Francia. 

## Sinopsis
Charlot, hijo mayor de Carlomagno (de hecho, una versión ficcionalizada de Carlos el Joven), ataca al joven Huon. Este, que desconoce la identidad de su enemigo, lo mata. Carlomagno le perdona la vida, con la condición de que cumpla una serie de tareas aparentemente imposibles: le condena al exilio en Babilonia y debe ir a la corte de Gaudisse, emir de Babilonia, y decapitar al primer hombre que vea al entrar en la sala, sea cual sea su rango; debe también ir a ver a la hija de Gaudisse, Esclarmonde, y darle tres besos a la vista de toda la sala; luego debe presentar al Emir y a toda la Corte la orden del Rey de Francia de convertirse en sus vasallos; después debe obtener los bigotes blancos y las cuatro muelas del emir. Todo esto debe realizarse sin que ningún cristiano le haya ayudado a cruzar el Mar Rojo, y de tener éxito en su búsqueda, debe volver con todo esto (testimonios de su viaje y pruebas del éxito de su búsqueda y los objetos solicitados) sin haber regresado a sus tierras en Burdeos.
Durante el viaje, se extravía en el bosque del mago Oberón. Tras algunas aventuras, Oberón se convierte en el protector de Huon. Este logra cumplir sus misiones pero, a su vuelta, halla que su hermano ha usurpado sus tierras. Finalmente, con la ayuda de Oberón, consigue hacer valer sus derechos.

## Ediciones y continuaciones
El cantar de gesta que se conserva (en tres manuscritos más o menos completos y dos fragmentos breves) comprende 10.553 versos decasílabos agrupados en 91 laisses asonantadas. Las fechas de su composición varían, pero generalmente se dan 1216 y 1268 como terminus post quem (fecha más temprana) y terminus ante quem (fecha más tardía).
El éxito del cantar dio lugar a seis continuaciones y a un prólogo que triplican su longitud:
- Roman d'Aubéron - el manuscrito de Turín del romance (el único manuscrito que contiene todas las continuaciones) contiene la única versión de este prólogo del siglo XIV en forma de romance separado de Oberón (Auberon). Auberon también hace referencia al título de otro cantar de gesta, Auberon,[3] escrito como prólogo al Huon de Burdeos. No existe ninguna versión en prosa.[4]
- Huon Roi de Féérie
- Cantar de Esclarmonde
- Cantar de Clarisse y Florent
- Cantar de Yde y de Olive
- Chanson de Godin - El manuscrito de Turín del romance contiene la única versión de esta continuación de los siglos XIII-XIV. No existe ninguna versión en prosa.[5] El manuscrito de Turín contiene también el romance de Les Lorrains, un resumen en diecisiete líneas de otra versión de la historia, según la cual el exilio de Huon se debió a que mató a un conde en el palacio del emperador.
- Roman de Croissant

El poema y la mayoría de sus continuaciones se convirtieron en una versión rimada en alejandrinos en 1454 (sólo existe un manuscrito). Aunque no existe ningún manuscrito de la versión en prosa del siglo XV, esta versión sirvió de texto base para ediciones impresas del siglo XVI (existen once), siendo la más antigua la edición impresa por Michel le Noir en 1513. La obra se reimprimió diez veces en el siglo XVII, ocho en el XVIII y cuatro en el XIX (especialmente en una adaptación bellamente impresa e ilustrada en francés moderno por Gaston Paris en 1898).
El romance se puso de moda en Inglaterra gracias a la traducción (hacia 1540) de John Bourchier, Lord Berners, con el título Huon de Burdeuxe, a través de la cual Shakespeare conoció la epopeya francesa. En el diario de Philip Henslowe hay una nota sobre la representación de una obra de teatro, Hewen of Burdocize, el 28 de diciembre de 1593. El cuento fue dramatizado y producido en París por la Cofradía de la Pasión en 1557.
El cuento también sirve de base para el poema épico Oberón, de Christoph Martin Wieland, de 1780, donde Huon se convierte en el amante de la hija del sultán, Rezia/Amanda. Andre Norton volvió a contar el cuento en prosa inglesa casi moderna con el título Huon of the Horn, publicado por Harcourt, Brace & Company en 1951, que se considera su primera novela fantástica.